# Long Beach Jane Doe

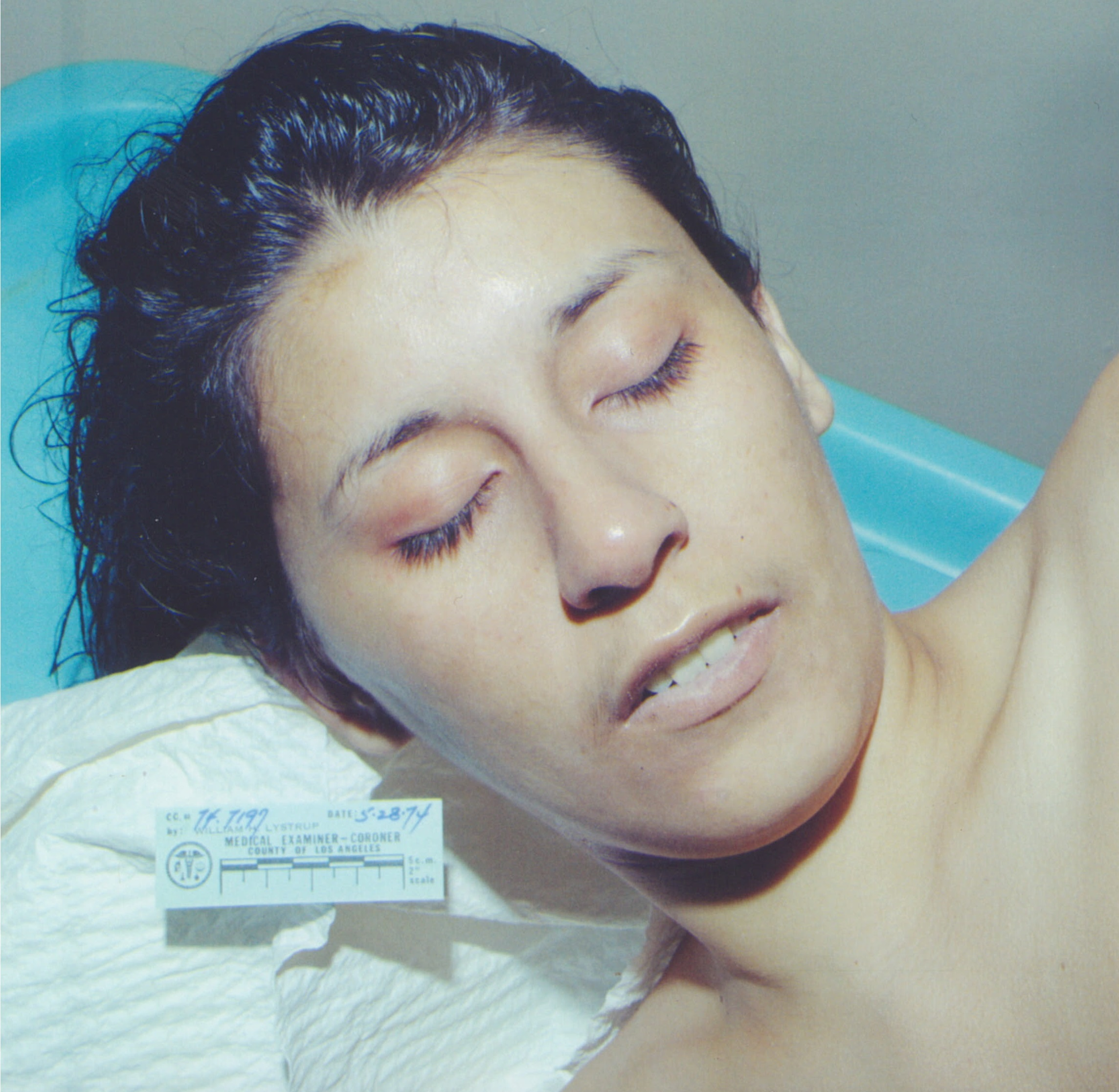
Polizeifoto der unbekannten Toten.

Als Long Beach Jane Doe oder Jane Doe 40 wurde eine im Mai 1974 ermordete Frau im kalifornischen Long Beach bekannt, deren wahre Identität trotz umfangreicher Ermittlungen ungeklärt ist. Der mutmaßliche Täter wurde im Jahr 2013 gefasst und gestand die Tat. Er starb wenig später in Haft eines natürlichen Todes.

## Entdeckung und Beschreibung
Am Morgen des 28. Mai 1974 wurde nahe einem Pier unterhalb der Linden Avenue in Alamitos Beach, einem Stadtteil von Long Beach im US-Bundesstaat Kalifornien, die Leiche einer jungen Frau entdeckt. Der Tod wurde mittels Fremdeinwirkung durch Ersticken herbeigeführt; zuvor war sie vergewaltigt worden. Das Verbrechen und damit der Todeszeitpunkt wurden auf einige Stunden vor dem Fund datiert, also auf die Nacht vom 27. auf den 28. Mai 1974.
Das Alter des Opfers wird mit zwischen 18 und 28 Jahren angegeben, wobei manche Quellen präziser von „Anfang zwanzig“ sprechen. Die Frau war entweder weißer (europäischer) oder hispanischer Abstammung und hatte dunkelbraune bzw. schwarze Haare und braune Augen. Die überwiegende Zahl an Quellen spricht von einer Körpergröße von 165 cm. Ein besonderes Merkmal der Unbekannten ist eine t-förmige Narbe auf dem linken Handrücken. Zum Zeitpunkt ihrer Auffindung trug sie einen zweiteiligen rosa- oder pfirsichfarbenen Hosenanzug mit vorne einem Bindeband und einem weißen Zierstreifen am Kragen, einen 3/4-langen schwarzen oder (dunkel)blauen Kunstpelzmantel mit Bronzeknöpfen, ein schwarzes Bikinihöschen mit Erdbeeraufdruck, schwarze wadenhohe Wildlederstiefel sowie einen weißgoldenen Ring mit einem kleinen Diamanten. Als einziger weiterer persönlicher Gegenstand wurde ein Schlüsselbund gefunden.

## Ermittlungen und Täterergreifung

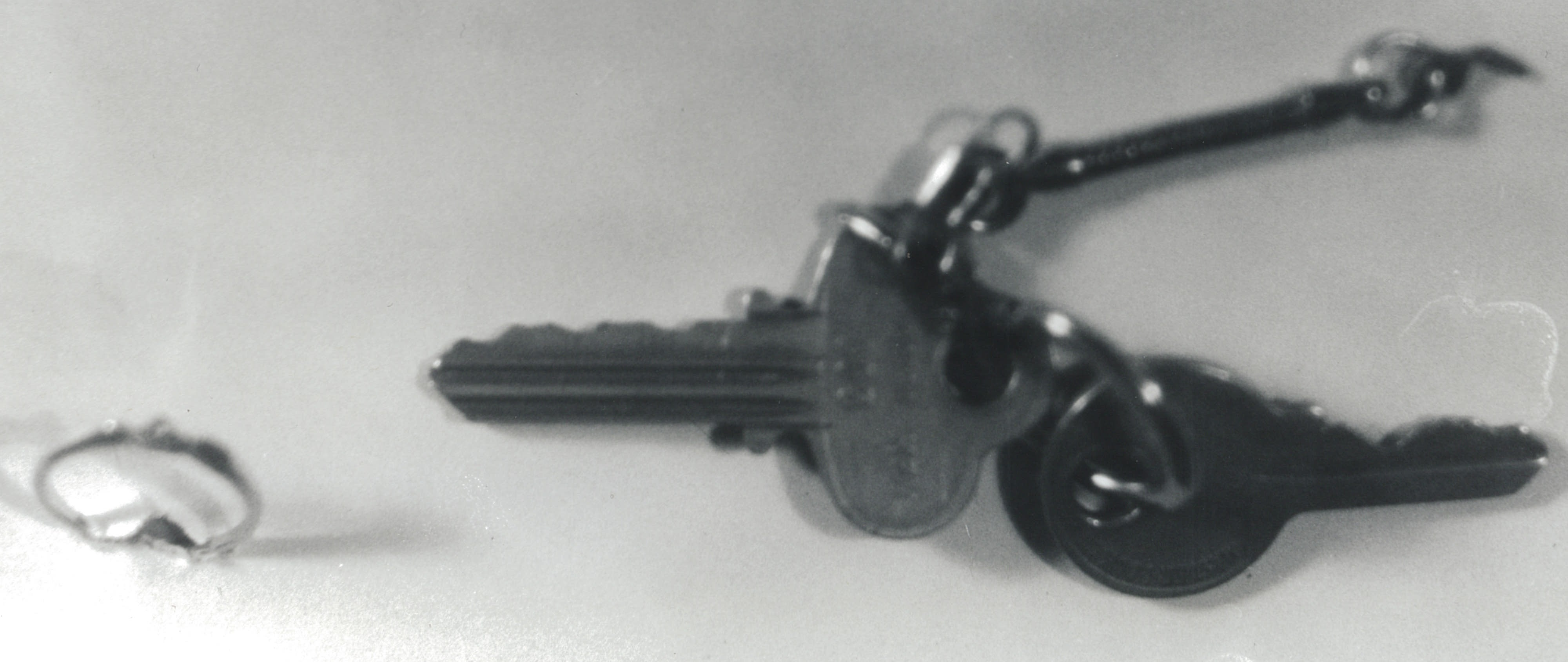
Das Opfer trug Schlüsselbund und Ring bei sich.

Der Abgleich mit sämtlichen als vermisst gemeldeten Personen zur Tatzeit ergab keine Übereinstimmungen mit der getöteten Frau. Auch Berichterstattung in den Medien brachte keine Erkenntnisse zur Identität. Da das Opfer einen Schlüsselbund bei sich trug, geht die Polizei davon aus, dass es sich nicht um eine Obdachlose handelte. Einer der Schlüssel gehörte zu einer Haus- oder Wohnungstür, der zweite zu einem Vorhängeschloss.
Private Grafiker fertigten mehrere Gesichtsrekonstruktionen an, die bei der Identifizierung der Frau helfen sollen. Zusätzlich sind von der Obduktion Fotos in Farbe erhalten, die das Gesicht des Opfers erkennen lassen. Mit voller Bildauflösung wurden diese jedoch erst im Jahr 2019 veröffentlicht.
Die Polizei in Los Angeles County begann 2012 im Rahmen von Cold-Case-Ermittlungen den Fall erneut zu untersuchen. Fast genau 39 Jahre nach der Tat, am 20. Mai 2013, verhaftete die Polizei einen 61-jährigen, in Kalifornien wohnhaften Mann namens Gary Stamp. Die Ermittler waren durch den Hinweis eines Texaners auf ihn aufmerksam geworden. Dieser hatte zugegeben, beim Ablegen der Leiche am Fundort im Mai 1974 geholfen zu haben, behauptete aber, dass er weiter nicht an der Tat beteiligt gewesen sei. Gegenüber den Ermittlern räumte Stamp schließlich ein, die nicht identifizierte Frau vergewaltigt und getötet zu haben. Nach seiner Aussage war er der Unbekannten am Abend des 27. Mai 1974 in einer Bar in Downtown Long Beach begegnet, unweit des Strands von Alamitos Beach. Diese Angabe deckte sich mit den Angaben damaliger Zeugen, dass sie eine Frau in einer Bar gesehen haben, auf die die Beschreibung des Opfers passte. Während des Verhörs sagte Stamp ferner, dass ihr Vorname Anna gewesen sei. Weitere Angaben zu ihrer Person konnte er nicht machen.
Am 12. Juni 2013 wurde vor dem California Superior Court in Long Beach Anklage gegen Stamp wegen Mordes erhoben. Er verstarb jedoch im Januar 2014 im Gefängnis an Krebs, ehe ein Urteil gefällt war.

## Heutiger Stand

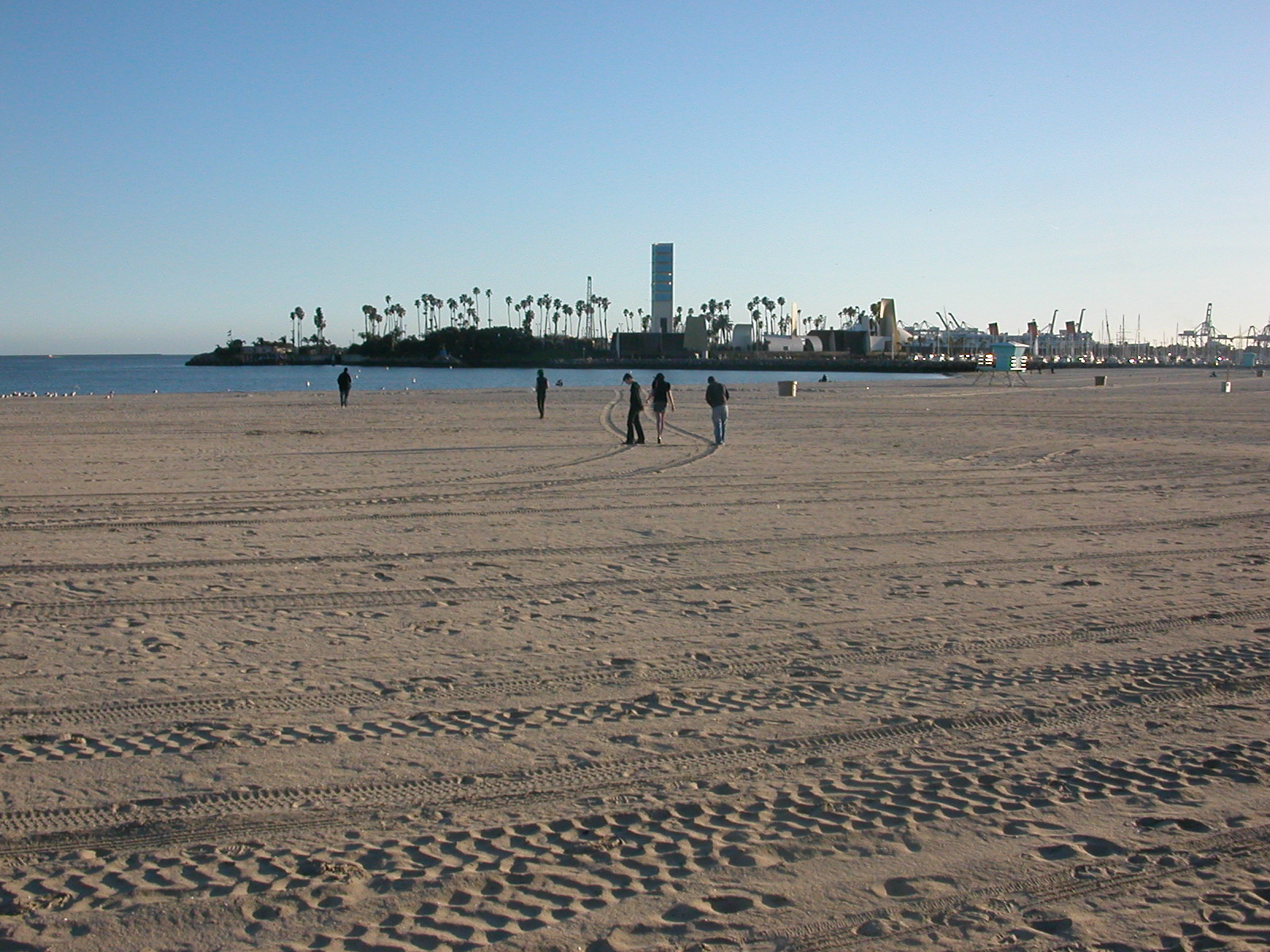
Strand von Long Beach im Stadtteil Alamitos Beach, nahe dem Fundort des Opfers

Trotz der Ermittlungen und der Täterergreifung konnte die Identität von „Long Beach Jane Doe“ bis heute nicht festgestellt werden. In Internetforen und Webseiten, die sich mit ungelösten Kriminalfällen beschäftigen, sind verschiedene Theorien aufgekommen. Dazu trugen insbesondere modernere Suchmethoden bei, als sie in den 1970er-Jahren zur Verfügung standen, beispielsweise Online-Datenbanken zu vermissten Personen. Durch den Abgleich von Merkmalen zwischen Opfern und Vermissten konnte anhand neuerer Recherchemethoden in den USA schon eine Reihe ähnlicher Fälle, häufig Jahrzehnte später, gelöst werden. Von offizieller Seite wurde bislang keine Vermutung hinsichtlich „Long Beach Jane Doe“ bestätigt.

## Bezeichnung
Bei dem Namen Jane Doe handelt es sich um einen vor allem in den USA gebräuchlichen Platzhalter, vergleichbar mit Erika Mustermann im deutschsprachigen Raum. Long Beach bezieht sich auf den Fundort der Frau. Auch andere Opfer unbekannter Identität wurden nach ihrem Fundort benannt (häufig auch nach dem jeweiligen County), so die 1978 ebenfalls in Long Beach entdeckte Leiche eines unbekannten Jugendlichen, dessen Fall als Long Beach John Doe bekannt wurde.